# Pomnik rodzeństwa we Frankfurcie nad Odrą
Pomnik rodzeństwa we Frankfurcie nad Odrą (niem. Geschwister) – pomnik we Frankfurcie nad Odrą autorstwa rzeźbiarki i malarki Liz Mields-Kratochwil.

## Opis
Wykonany z brązu w 1987, odsłonięty trzy lata później.
Pomnik przedstawia dwie dziewczynki: pierwowzorem wyższej była córka artystki – Anne-Kathrin, zaś niższej jej przyjaciółka – Friederike.
Pomnik znajduje się kilkaset metrów na południowy zachód od dawnego przejścia granicznego z polskimi Słubicami, przy przystanku tramwajowym o nazwie Magistrale.